# Heather Wahlquist
Heather Wahlquist (Oklahoma City, 23 maggio 1977) è un'attrice e sceneggiatrice statunitense.

## Biografia
È sposata con il regista Nick Cassavetes da cui ha avuto una figlia; ha recitato in alcuni film al fianco del marito.

## Filmografia
- John Q, regia di Nick Cassavetes (2002)
- Le pagine della nostra vita (The Notebook), regia di Nick Cassavetes (2004)
- Alpha Dog, regia di Nick Cassavetes (2006)
- La custode di mia sorella (My Sister's Keeper), regia di Nick Cassavetes (2009)
- Yellow, regia di Nick Cassavetes (2012)

## Doppiatrici italiane
- Francesca Fiorentini in Le pagine della nostra vita
- Emanuela Baroni in La custode di mia sorella